# Estação Valdeacederas
A Valdeacederas é uma estação da Linha 1 do Metro de Madrid (Espanha), no distrito do Tetuán.

## História

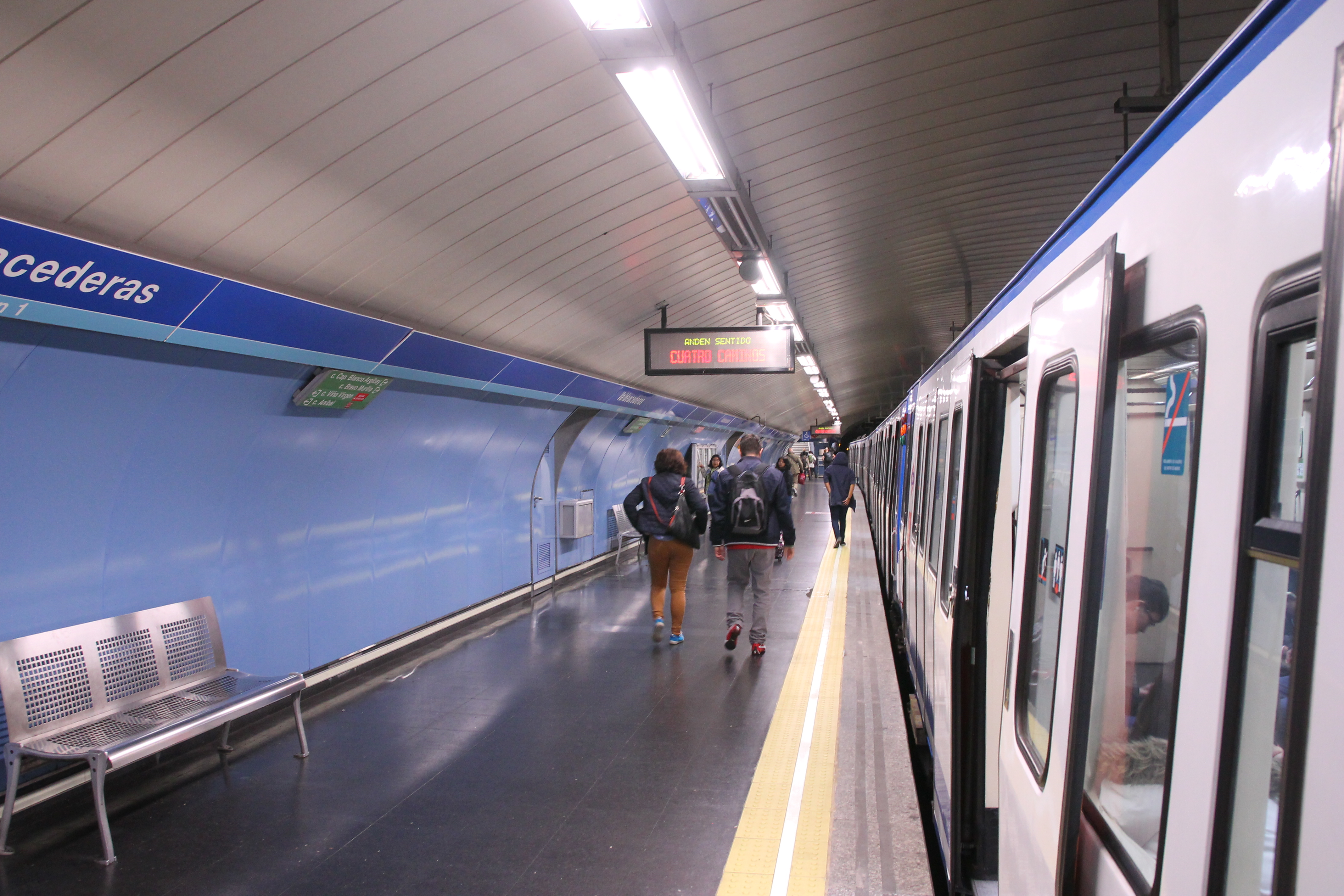
Plataforma de embarque.

A estação leva o nome da antiga rua Valdeacederas, que recebeu um novo nome e passou a ser conhecida como rua Capitán Blanco Argibay. A estação foi inaugurada pelo chefe de estado e ditador Francisco Franco (1892-1975) e aberta ao público em 4 de fevereiro de 1961, quando a linha 1 foi estendida até a Plaza de Castilla.